# Монтисело (Јута)
Монтисело (енгл. Monticello) град је у америчкој савезној држави Јута.

## Демографија
По попису из 2010. године број становника је 1.972, што је 14 (0,7%) становника више него 2000. године.
| Група             | 2000.         | 2010.         |
| Белци             | 1.547 (79,0%) | 1.546 (78,4%) |
| Афроамериканци    | 2 (0,1%)      | 7 (0,4%)      |
| Азијати           | 17 (0,9%)     | 14 (0,7%)     |
| Хиспаноамериканци | 268 (13,7%)   | 264 (13,4%)   |
| Укупно            | 1.958         | 1.972         |